# Гаврилова, Татьяна Валерьевна
Татья́на Вале́рьевна Гаври́лова (урожд. Че́решнева; род. 15 июля 1969) — российский офтальмолог и иммунолог, доктор медицинских наук (2006), член-корреспондент РАН (2022).

## Биография
Дочь иммунолога академика В. А. Черешнева и офтальмолога профессора М. В. Черешневой.
В 2006 году защитила докторскую диссертацию «Иммунокоррекция нарушений функций иммунной системы при проникающем ранении глаза (экспериментальное исследование)». С 2007 года заведует кафедрой офтальмологии ПГМУ им. Е. А. Вагнера. Читает полный курс лекций по офтальмологии студентам, ординаторам, аспирантам, врачам на курсах ФУВ.
Осуществляет лечебную деятельность в качестве консультанта в офтальмологическом Центре ПККБ, ГКБ № 2, участвует в работе консилиумов в ПККБ, имеет высшую квалификационную категорию. Является председателем Пермского отделения и членом правления Общества офтальмологов России (с 2010), председателем Пермского отделения Межрегиональной общественной организации «Ассоциация врачей-офтальмологов» (с 2013), членом президиума Российского научного общества иммунологов (с 2008).
Входит в состав диссертационных советов ДМ 004.019.01 по специальности «Клиническая иммунология, аллергология» в ИЭГМ УрО РАН (Пермь) и Д 208.120.03 по специальности «Офтальмология» при ФГОУ ДПО ИПК ФМБА России. Член редколлегий журналов «The EYE глаз» и «Здоровье семьи — XXI век». Подготовила 8 кандидатов наук.
Брат Владимир — экономист; дети: Александр и Анна.

## Научная деятельность
Основные научные результаты: исследованы механизмы реагирования иммунной системы, основные патогенетические звенья нарушений врожденного и адаптивного иммунитета при патологии органа зрения травматического, аутоиммунного, инфекционного, включая герпес, ВИЧ, COVID-19 генеза; разработаны в эксперименте и клинике принципы иммунодиагностики, иммунокоррекции и иммунореабилитации при локальных и системных воспалительных процессах глаз; исследованы механизмы действия иммунотропных препаратов: миелопида, отдельных миелопептидов, профеталя, полиоксидония и других иммуномодуляторов; созданы схемы применения различных иммунотропных препаратов и их комбинаций; исследованы молекулярно-генетические особенности врожденного иммунного ответа при глаукоме, изменения генотипов и аллелей гена eNOS, факторов, способствующих развитию первичной открытоугольной глаукомы и характеризующих прогноз тяжести течения заболевания.
Автор и соавтор около 340 научных публикаций, включая 23 учебно-методические работы (главы в учебниках, монографиях, пособия). Имеет 5 патентов.

## Награды
- медаль РАН с премией для молодых учёных (2003)
- премия Правительства РФ в области образования (2012)